# Milan Šútovec
Milan Šútovec (* 12. září 1940) je slovenský literární kritik a vědec, spisovatel a scenárista, bývalý československý politik za hnutí Verejnosť proti násiliu, poslanec Sněmovny lidu a Sněmovny národů Federálního shromáždění po sametové revoluci.

## Život
Milan Šútovec vystudoval obor slovenština a historie na Filozofické fakultě Univerzitě Komenského v Bratislavě. Působil jako redaktor časopisu Kultúrny život, Slovenské pohľady a vydavatelství Tatran. Pracoval v Literárněvědném ústavu Slovenské akademie věd. Profesně je k roku 1989 uváděn jako publicista, bytem Bratislava.
V lednu 1990 nastoupil jako bezpartijní poslanec, respektive poslanec za Verejnosť proti násiliu, v rámci procesu kooptací do Federálního shromáždění po sametové revoluci do Sněmovny lidu (volební obvod č. 138 - Karlova Ves, Bratislava). Ve volbách roku 1990 přešel do slovenské části Sněmovny národů. Ve federálním parlamentu setrval do konce volebního období, tedy do voleb roku 1992. Od června 1990 působil jako místopředseda Federálního shromáždění a předseda Sněmovny národů.
Od roku 1993 působil v německé nadaci Konrad-Adenuer-Stiftung, roku 1997 znovu nastoupil jako vědecký pracovník do Ústavu slovenské literatury Slovenské akademie věd. O politických událostech při volbě nového názvu československého státu v roce 1990 napsal knihu Semióza ako politikum alebo Pomlčková vojna. Napsal také scénář k filmu Súkromná vojna, který je inspirován jeho románem Muži a zbrane na téma Slovenského národního povstání.Z literární kritiky, literární vědy a politiky vydal dalších deset knih, mimo jiné rozsáhlou encyklopedickou příručku Politické Slovensko (2019).
V parlamentních volbách na Slovensku roku 2006 byl zařazen coby nestraník na kandidátní listinu formace Slobodné fórum, která ale nezískala parlamentní zastoupení. Své nové politické angažmá komentoval jako výraz potřeby obnovit politický střed v slovenské politice.
Jeho syn Martin Šútovec (umělecké jméno Shooty) je známým slovenským karikaturistou.